# BINAC
BINAC, Binary Automatic Computer, fue una computadora desarrollada por Eckert y Mauchly de la Electronic Control Corporation (ECC) para la Northrop Aircraft Company de Hawthorne (California), los cuales estaban desarrollando un misil secreto, llamado Snark. Para ello necesitaban una pequeña computadora que pudiese ser transportada en un avión, con la finalidad de guiar al misil Snark.

## Características
Las especificaciones de la computadora eran:
- Debía tener un volumen de menos de 0,60 metros cúbicos.
- Debía pesar como mucho 318 kilogramos.
- Debía operar con 117 voltios, a 60 o 400 ciclos.

La Binac cuyo costo se presupuestó en un principio en 100 000 dólares. La Northrop accedió pagar por adelantado 80 000 dólares, y se acordó que los 20 000 dólares restantes se liquidarían el 15 de mayo de 1948, que era la fecha programada para la entrega de la computadora. La Binac era un modelo experimental que de funcionar de forma correcta daría lugar a otra computadora aún más pequeña que se colocaría dentro del misil para guiarlo.
Contaba con dos procesadores de medidas 1,5 × 1,2 × 0,3 metros con 700 bulbos cada uno, con el fin de que éstos se verificaran entre sí. Las instrucciones se ejecutaban en ambos procesadores, y luego se comparaban los resultados, si éstos eran iguales, se procedía a la siguiente instrucción, si eran diferentes se paraba la ejecución. La capacidad de memoria de cada procesador (implementada mediante líneas de retardo) era de 512 palabras de 31 bits cada una, y usaban el sistema binario. Sus dos unidades de potencia medían 0,45 × 0,45 × 1,2 metros cada una, y su consola para entrada de datos medía 0,90 × 0,60 × 0,90 metros. 
La Binac podía efectuar 3500 sumas o restas, o 1000 multiplicaciones o divisiones por segundo. La velocidad de su reloj era de 1 megahercio y la lógica de la máquina se implementó usando los entonces recientes diodos de germanio.

## Fracaso
Si la computadora se hubiese entregado a tiempo, se habría convertido en la primera computadora con programa almacenado en el mundo, pero debido a los constantes retos técnicos que su diseño planteó y a un cierto desinterés de Eckert y Mauchly en la máquina, esta no se entregó a la Northrop hasta septiembre de 1949. Además, el costo total resultó ser de 278 000 dólares frente a los 100 000 dólares de un principio, y aunque se trató de renegociar el contrato original, la Northrop no aceptó pagar ni un céntimo más por una computadora que a esas alturas les resultaba ya inútil, porque habían optado por utilizar una máquina analógica en su lugar.
A pesar de que los ingenieros de la ECC afirmaron que el 22 de agosto de 1949 la máquina pasó una prueba de aceptabilidad, funcionando durante siete horas y cuarenta minutos de forma continua, ésta fue debatida, porque los ingenieros de Northrop afirmaron después que nunca lograron hacer funcionar la máquina confiablemente y se quejaron de la mala calidad de los materiales empleados. Los ingenieros de la Northrop reportaron al menos 28 problemas graves con la máquina durante sus primeros cinco meses de operación. 
El problema parecía residir, en que ambos procesadores eran diferentes y era muy difícil sincronizarlos. Además, se dice que los planos de la Binac no correspondían con la máquina que recibieron, haciendo todavía más confusa su reparación.
Algunas fuentes atribuyen los problemas de la Binac al uso de un sistema de transporte inapropiado, pues testigos presenciales afirman que la máquina llegó en muy mal estado a California. Otros dicen que la máquina no estaba en muy buen estado desde antes de su embarque y que nunca debió haberse entregado como un producto terminado.